# (15426) 1998 SW43
(15426) 1998 SW43 là một tiểu hành tinh nằm ở rìa ngoài của vành đai chính. Nó được phát hiện qua chương trình tiểu hành tinh Beijing Schmidt CCD ở trạm Xinglong ở tỉnh Hồ Bắc, Trung Quốc ngày 16 tháng 9 năm 1998.